# Campeonato de España de Ajedrez
El Campeonato de España de Ajedrez es una competición para definir al mejor jugador de este deporte en España. Se juega en distintas categorías, entre ellas las más destacadas son:
- Campeonato de España individual absoluto.

Se celebra aleatoriamente desde 1902 y de forma anual desde 1942, auspiciado por la FEDA.
- Campeonato de España individual femenino.
- Campeonato de España individual absoluto abierto.
- Campeonato de España individual juvenil.
- Campeonato de España individual juvenil femenino.

## Palmarés individual absoluto
Este es el palmarés del campeonato:
| Edición  | Año  | Sede                       | Campeón                             | Subcampeón                   |
| -------- | ---- | -------------------------- | ----------------------------------- | ---------------------------- |
| I        | 1902 | Madrid                     | Manuel Golmayo Torriente            | Juan Sadón                   |
| II       | 1912 | Madrid                     | Manuel Golmayo Torriente            | Manuel Zaragoza              |
| III      | 1921 | Madrid                     | Manuel Golmayo Torriente            | Celso Golmayo                |
| IV       | 1930 | Barcelona                  | Ramón Rey Ardid                     | Manuel Golmayo               |
| V        | 1933 | Barcelona                  | Ramón Rey Ardid                     | Jaime Casas                  |
| VI       | 1935 | Zaragoza                   | Ramón Rey Ardid                     | Vicente Almirall Castell     |
| VII      | 1942 | Madrid                     | Ramón Rey Ardid                     | Juan Manuel Fuentes          |
| VIII     | 1943 | Madrid                     | José Sanz Aguado                    | Ramón Rey Ardid              |
| IX       | 1944 | Madrid                     | Antonio Medina García               | Rafael Llorens               |
| X        | 1945 | Bilbao                     | Antonio Medina García               | Miguel Albareda              |
| XI       | 1946 | Santander                  | Arturo Pomar Salamanca              | Antonio Medina               |
| XII      | 1947 | Valencia                   | Antonio Medina García               | Juan Manuel Fuentes          |
| XIII     | 1948 | Murcia                     | Francisco José Pérez Pérez          | Rafael Saborido              |
| XIV      | 1949 | Albacete                   | Antonio Medina García               | Francisco J. Pérez           |
| XV       | 1950 | San Sebastián              | Arturo Pomar Salamanca              | Antonio Medina               |
| XVI      | 1951 | Barcelona                  | Román Torán Albero                  | Arturo Pomar                 |
| XVII     | 1952 | Gijón                      | Antonio Medina García               | Román Bordell                |
| XVIII    | 1953 | Galicia                    | Román Torán Albero                  | Rodrigo Rodríguez Rodríguez  |
| XIX      | 1954 | Tarragona                  | Francisco José Pérez Pérez          | Román Torán                  |
| XX       | 1955 | Alcoy                      | Jesús María Díez del Corral         | Jaime Lladó                  |
| XXI      | 1956 | Barcelona                  | Jaime Lladó Lumbera                 | Arturo Pomar                 |
| XXII     | 1957 | Zaragoza                   | Arturo Pomar Salamanca              | Miguel Farré                 |
| XXIII    | 1958 | Valencia                   | Arturo Pomar Salamanca              | Ángel Ribera                 |
| XXIV     | 1959 | Santa Cruz de Tenerife     | Arturo Pomar Salamanca              | Máximo López                 |
| XXV      | 1960 | Lugo                       | Francisco José Pérez Pérez          | Rafael Saborido              |
| XXVI     | 1961 | Granada                    | Jaime Lladó Lumbera                 | Pedro Puig                   |
| XXVII    | 1962 | Málaga                     | Arturo Pomar Salamanca              | Jaime Lladó                  |
| XXVIII   | 1963 | Cádiz                      | Antonio Medina García               | Rafael Saborido              |
| XXIX     | 1964 | Las Palmas de Gran Canaria | Antonio Medina García               | Arturo Pomar                 |
| XXX      | 1965 | Sevilla                    | Jesús María Diez del Corral         | Francisco García Orús        |
| XXXI     | 1966 | Almería                    | Arturo Pomar Salamanca              | Antonio Medina               |
| XXXII    | 1967 | Palma de Mallorca          | Ángel Fernández Fernández           | Antonio Medina               |
| XXXIII   | 1968 | Reus                       | Fernando Visier Segovia             | Rafael Saborido              |
| XXXIV    | 1969 | Navalmoral                 | Juan Manuel Bellón López            | Arturo Pomar                 |
| XXXV     | 1970 | Llaranes                   | Ernesto Palacios de la Prida        | Ricardo Calvo                |
| XXXVI    | 1971 | Gijón                      | Juan Manuel Bellón López            | Jesús Díez del Corral        |
| XXXVII   | 1972 | Salamanca                  | Fernando Visier Segovia             | Ángel Martín                 |
| XXXVIII  | 1973 | Santa Cruz de Tenerife     | Francisco Javier Sanz Alonso        | Antonio Medina               |
| XXXIX    | 1974 | Valencia                   | Juan Manuel Bellón López            | Ángel Martín                 |
| XL       | 1975 | Benidorm                   | José Miguel Fraguela Gil            | Ernesto Palacios             |
| XLI      | 1976 | Ceuta                      | Ángel Martín González               | José L. Fernández            |
| XLII     | 1977 | Ca'n Picafort              | Juan Manuel Bellón López            | José L. Fernández            |
| XLIII    | 1978 | Isla de La Toja            | Manuel Rivas Pastor                 | José L. Fernández            |
| XLIV     | 1979 | Torrevieja                 | Manuel Rivas Pastor                 | Ángel Martín                 |
| XLV      | 1980 | Alcoy                      | Juan Mario Gómez Esteban            | F. Javier Sanz               |
| XLVI     | 1981 | Sevilla                    | Manuel Rivas Pastor                 | Francisco Gallego Eraso      |
| XLVII    | 1982 | Cartagena                  | Juan Manuel Bellón López            | F. Javier Sanz               |
| XLVIII   | 1983 | Las Palmas de Gran Canaria | José García Padrón                  | Juan Mario Gómez             |
| XLIX     | 1984 | Barcelona                  | Ángel Martín González               | Miguel Illescas              |
| L        | 1985 | Huesca                     | Jesús María de la Villa García      | José L. Fernández            |
| LI       | 1986 | La Roda                    | Ángel Martín González               | Jordi Magem                  |
| LII      | 1987 | Salou                      | Alfonso Romero Holmes               | Juan C.Gil Reguera           |
| LIII     | 1988 | Alcanar                    | Jesús María de la Villa García      | Alejandro Bofill             |
| LIV      | 1989 | Almería                    | José Luis Fernández García          | Juan Manuel Bellón           |
| LV       | 1990 | Linares                    | Jordi Magem Badals                  | Marcelino Sión Castro        |
| LVI      | 1991 | Lérida                     | Manuel Rivas Pastor                 | Miguel Illescas              |
| LVII     | 1992 | Madrid                     | Juan Mario Gómez Esteban            | Fco. Javier Ochoa            |
| LVIII    | 1993 | Linares-Bilbao             | Lluis Comas Fabregó                 | Jordi Magem                  |
| LIX      | 1994 | Cañete                     | Sergio Cacho Reigadas               | Rafael Álvarez               |
| LX       | 1995 | Matalascañas               | Miguel Illescas Córdoba             | José L. Fernández            |
| LXI      | 1996 | Zamora                     | Sergio Estremera Paños              | Jesús M. de la Villa         |
| LXII     | 1997 | Torrevieja                 | Pablo San Segundo Carrillo          | Jordi Magem                  |
| LXIII    | 1998 | Linares                    | Miguel Illescas Córdoba             | Francisco Vallejo            |
| LXIV     | 1999 | Palencia                   | Miguel Illescas Córdoba             | Zenón Franco                 |
| LXV      | 2000 | Manresa                    | Ángel Martín González               | Javier Moreno Carnero        |
| LXVI     | 2001 | Manacor                    | Miguel Illescas Córdoba             | Lluis Comas                  |
| LXVII    | 2002 | Ayamonte                   | Alexéi Shírov                       | Francisco Vallejo            |
| LXVIII   | 2003 | Burgos                     | Óscar de la Riva Aguado             | Gabriel del Río              |
| LXIX     | 2004 | Sevilla                    | Miguel Illescas Córdoba             | Javier Moreno Carnero        |
| LXX      | 2005 | Lorca                      | Miguel Illescas Córdoba             | José Manuel López            |
| LXXI     | 2006 | León                       | Francisco Vallejo Pons              | Gabriel del Río              |
| LXXII    | 2007 | Ayamonte                   | Miguel Illescas Córdoba             | José Manuel López            |
| LXXIII   | 2008 | Ceuta                      | David Lariño Nieto                  | Julen Arizmendi              |
| LXXIV    | 2009 | Palma de Mallorca          | Francisco Vallejo Pons              | José Manuel López            |
| LXXV     | 2010 | El Sauzal                  | Miguel Illescas Córdoba             | Francisco Vallejo            |
| LXXVI    | 2011 | Arenal del Castillo        | Alvar Alonso Rosell                 | Miguel Illescas              |
| LXXVII   | 2012 | Gran Canaria               | Julen Luis Arizmendi Martínez       | Miguel Muñoz Pantoja         |
| LXXVIII  | 2013 | Linares                    | Iván Salgado López                  | Miguel Illescas              |
| LXXIX    | 2014 | Linares                    | Francisco Vallejo Pons              | Ángel Arribas López          |
| LXXX     | 2015 | Linares                    | Francisco Vallejo Pons              | David Antón                  |
| LXXXI    | 2016 | Linares                    | Francisco Vallejo Pons              | David Antón                  |
| LXXXII   | 2017 | Las Palmas de Gran Canaria | Iván Salgado López                  | David Antón                  |
| LXXXIII  | 2018 | Linares                    | Salvador Gabriel Del Rio de Angelis | José Fernando Cuenca Jiménez |
| LXXXIV   | 2019 | Marbella                   | Alexei Shirov                       | Francisco Vallejo Pons       |
| LXXXV    | 2020 | Linares                    | David Antón Guijarro                | Jaime Santos Latasa          |
| LXXXVI   | 2021 | Linares                    | Eduardo Patricio Iturrizaga Bonelli | Jaime Santos Latasa          |
| LXXXVII  | 2022 | Linares                    | Eduardo Patricio Iturrizaga Bonelli | Daniil Yuffa                 |
| LXXXVIII | 2023 | Marbella                   | Eduardo Patricio Iturrizaga Bonelli | Alan Pichot                  |
| LXXXIX   | 2024 | Marbella                   | Daniil Yuffa                        | Maksim Chigaev               |

## Palmarés  individual femenino[12]
| Edición | Año  | Sede                 | Campeona                     |
| ------- | ---- | -------------------- | ---------------------------- |
| I       | 1950 | Madrid               | Gloria Velat                 |
| II      | 1951 | Valencia             | Sofía Ruiz                   |
| III     | 1953 | Barcelona            | María del Pilar Cifuentes    |
| IV      | 1955 | Valencia             | María del Pilar Cifuentes    |
| V       | 1957 | Madrid               | María Luisa Gutiérrez        |
| VI      | 1959 | Barcelona            | María Luisa Gutiérrez        |
| VII     | 1961 | Barcelona            | Pepita Ferrer Lucas          |
| VIII    | 1963 | Madrid               | Pepita Ferrer Lucas          |
| IX      | 1965 | Arenys de Mar        | María Luisa Gutiérrez        |
| X       | 1967 | Arenys de Mar        | María Luisa Gutiérrez        |
| XI      | 1969 | Santander            | Pepita Ferrer Lucas          |
| XII     | 1971 | Candás               | Pepita Ferrer Lucas          |
| XIII    | 1972 | Vigo                 | Pepita Ferrer Lucas          |
| XIV     | 1973 | Gijón                | Pepita Ferrer Lucas          |
| XV      | 1974 | Zaragoza             | Pepita Ferrer Lucas          |
| XVI     | 1975 | Sevilla              | Nieves García Vicente        |
| XVII    | 1976 | Alicante             | Pepita Ferrer Lucas          |
| XVIII   | 1977 | Zamora               | Nieves García Vicente        |
| XIX     | 1978 | Isla de La Toja      | Nieves García Vicente        |
| XX      | 1979 | Vich                 | Julia Gallego Eraso          |
| XXI     | 1980 | Reus                 | María del Pino García Padrón |
| XXII    | 1981 | Nerja                | Nieves García Vicente        |
| XXIII   | 1982 | Córdoba              | Nieves García Vicente        |
| XXIV    | 1983 | Lérida               | María del Pino García Padrón |
| XXV     | 1984 | La Roda              | Nieves García Vicente        |
| XXVI    | 1985 | Logroño              | María Luisa Cuevas Rodríguez |
| XXVII   | 1986 | Benidorm             | María Luisa Cuevas Rodríguez |
| XXVIII  | 1987 | Bilbao               | María Luisa Cuevas Rodríguez |
| XXIX    | 1988 | Coria del Río        | María Luisa Cuevas Rodríguez |
| XXX     | 1989 | Alicante             | María Luisa Cuevas Rodríguez |
| XXXI    | 1990 | Benasque             | Beatriz Alfonso Nogue        |
| XXXII   | 1991 | Llanes               | María Luisa Cuevas Rodríguez |
| XXXIII  | 1992 | San Fernando         | Nieves García Vicente        |
| XXXIV   | 1993 | Valencia             | Nieves García Vicente        |
| XXXV    | 1994 | San Feliu de Guíxols | María Luisa Cuevas Rodríguez |
| XXXVI   | 1995 | Vitoria              | Mónica Vilar López           |
| XXXVII  | 1996 | Vitoria              | Nieves García Vicente        |
| XXXVIII | 1997 | Ampuriabrava         | Mónica Calzetta Ruiz         |
| XXXIX   | 1998 | Vera                 | Nieves García Vicente        |
| XL      | 1999 | Vera                 | Silvia Timón Piote           |
| XLI     | 2000 | La Roda              | Mónica Calzetta Ruiz         |
| XLII    | 2001 | Vera                 | Yudania Hernández Estévez    |
| XLIII   | 2002 | Ayamonte             | Mónica Calzetta Ruiz         |
| ILIV    | 2003 | Burgos               | Nieves García Vicente        |
| XLV     | 2004 | Sevilla              | Mónica Calzetta Ruiz         |
| XLVI    | 2005 | Lorca                | Mónica Calzetta Ruiz         |
| XLVII   | 2006 | Salou                | Patricia Llaneza Vega        |
| XLVIII  | 2007 | Socuéllamos          | Mónica Calzetta Ruiz         |
| XLIX    | 2008 | Novelé               | Sabrina Vega Gutiérrez       |
| L       | 2009 | Almansa              | Mónica Calzetta Ruiz         |
| LI      | 2010 | Cortegana            | Lucía Pascual Palomo         |
| LII     | 2011 | Padrón               | Yudania Hernández Estévez    |
| LIII    | 2012 | Salobreña            | Sabrina Vega Gutiérrez       |
| LIV     | 2013 | Linares              | Olga Alexandrova             |
| LV      | 2014 | Linares              | Olga Alexandrova             |
| LVI     | 2015 | Linares              | Sabrina Vega Gutiérrez       |
| LVII    | 2016 | Linares              | Ana Matnadze                 |
| LVIII   | 2017 | Linares              | Sabrina Vega Gutiérrez       |
| LIX     | 2018 | Linares              | Sabrina Vega Gutiérrez       |
| LX      | 2019 | Marbella             | Sabrina Vega Gutiérrez       |
| LXI     | 2020 | Linares              | Sabrina Vega Gutiérrez       |
| LXII    | 2021 | Linares              | Sabrina Vega Gutiérrez       |
| LXIII   | 2022 | Linares              | Marta García Martín          |
| LXIV    | 2023 | Marbella             | Sara Khadem                  |
| LXV     | 2024 | Marbella             | Sabrina Vega Gutiérrez       |

## Palmarés individual abierto[13]
| Edición | Año  | Sede                         | Campeón                                            |
| ------- | ---- | ---------------------------- | -------------------------------------------------- |
| I       | 2001 | Manacor                      | José Luis Fernández García                         |
| II      | 2002 | Isla Canela                  | Juan Mario Gómez Esteban                           |
| III     | 2003 | Burgos                       | Manuel Pérez Candelario                            |
| IV      | 2004 | Sevilla                      | Jesús Barón Rodríguez                              |
| V       | 2005 | Lorca                        | Manuel Rivas Pastor                                |
| VI      | 2006 | León                         | Javier Moreno Ruiz                                 |
| VII     | 2007 | Almería - Mondariz-Balneario | Miguel Llanes Hurtado - Josep Oms Pallise          |
| VIII    | 2008 | Mérida - Logroño             | Juan Manuel Carrasco Martínez - David Lariño Nieto |